# Büffelfleisch

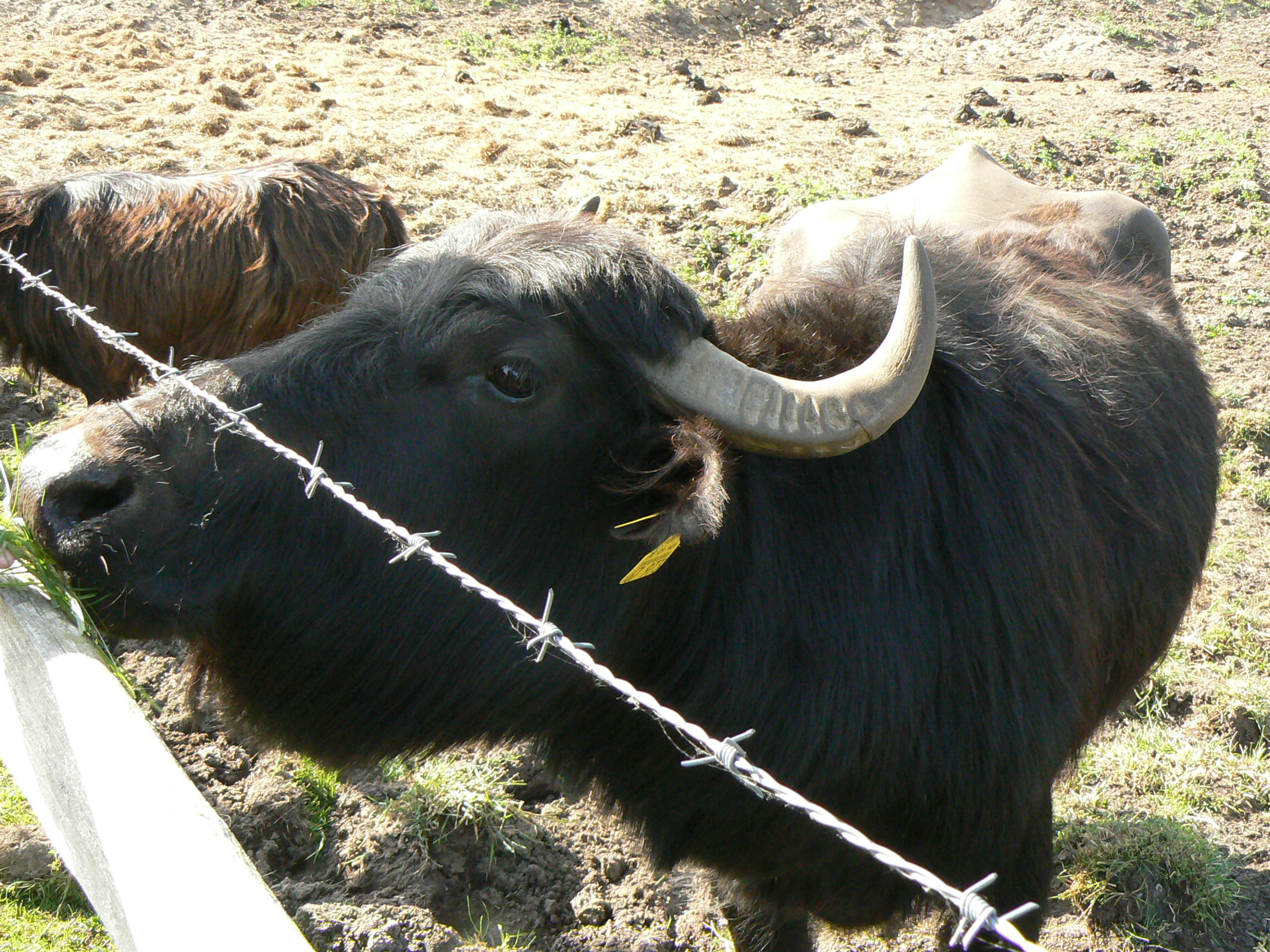
Der Europäische Hauswasserbüffel

Büffelfleisch ist das Fleisch von Büffeln.

## Büffel
Für die Fleischproduktion werden u. a. der Wasserbüffel und die italienische Mittelmeerrasse gezüchtet. Der domestizierte Wasserbüffel kann in zwei Untertypen, den Fluss- und den Sumpftyp, unterteilt werden.
In vielen Ländern sind Rinder die traditionelle Quelle für rotes Fleisch, heutzutage jedoch wird der asiatische Flussbüffel immer mehr für die Produktion von Milch und fettarmem Fleisch eingesetzt. Büffel haben in Asien und mediterranen Ländern eine wachsende Aufmerksamkeit erhalten. Sie übertreffen Rinder in tropischen und subtropischen Gebieten, da sie Weideflächen von schlechterer Qualität besser nutzen können.
Obwohl die domestizierte Art des Wasserbüffels (Bubalus arnee), der Hausbüffel (Bubalus bubalis) eine der wichtigsten Tierarten ist, wird er selten ausschließlich für die Fleischproduktion gehalten. Normalerweise werden Büffel in hohem Alter geschlachtet, wenn sie ihr Leben als Milchproduzent oder für die Landschaftspflege verlebt haben. Der Altersfaktor ist wahrscheinlich für die allgemeine Meinung verantwortlich, dass Büffelfleisch besonders zäh ist.
Studien zeigen, dass das Fleisch in der Qualität besser ist, wenn die Büffel für die Fleischproduktion gezüchtet und entsprechend gehalten werden. Ihr Fleisch gilt als wohlschmeckend und sehr gesund, sodass die Büffelhaltung in Deutschland und der Schweiz mittlerweile eine attraktive Marktnische für Landwirte darstellt.
Das Fleisch und die Leber von Büffeln sind geeignete Quellen für Mineralstoffe wie Eisen, Kalium und Zink.

## Produktion
Büffelfleisch wird hauptsächlich in Asien produziert. „In Asien gibt es zahlreiche Rassen, die in unterschiedlichem Umfang für die Milch- oder Fleischerzeugung beziehungsweise als Arbeitstiere eingesetzt werden. In der Landschaftspflege werden oft ‚Fleischbüffel‘ eingesetzt, die in der Anschaffung günstiger sind und nicht regelmäßig gemolken werden müssen“ (Zahn, A: Beweidung mit Wasserbüffeln. In: B. Burkart-Aicher u. a.: Beweidung im Naturschutz. Online-Handbuch.) Die Produktion von Büffelfleisch hat große Wachstumschancen und birgt minimale Risiken, wenn die Kosten der medizinischen Versorgung o. Ä. im Vergleich zur Rinderhaltung in Entwicklungsländern gesetzt wird. „Zur Fleischerzeugung werden üblicherweise die Jungtiere aus der Mutterkuhhaltung herangezogen und unter extensiven Haltungsbedingungen bis zum Schlachtzeitpunkt gehalten. In einem geringen Umfang findet auch eine Intensivmast (Maissilage) von Büffelbullen mit einer zeitweiligen Stallhaltung statt.“ (B. Spindler: Planungsdaten für die Haltung von Wasserbüffeln, 2010, S. 7)
| [ 7 ]                | Schlachtalter Monate | Lebendzunahme g/d | Lebendgewicht kg | Ausschlachtung % |
| Jungbulle / Masttier | 18–20                | 800–1000          | 450–550          | 50–55            |

## Qualitätsfaktoren bei der Produktion
In der Büffelfleischproduktion hängt die Qualität und Quantität von verschiedenen Faktoren ab. Die wichtigsten sind unter anderem das Alter oder das Futtermittel.

### Alter
Das übliche Schlachtalter ist jeweils von 10, 14 bis 18 Monate.
Das Alter der Tiere beeinflusst alle Mineralstoffe, die im Fleisch und in der Leber enthalten sind.

### Futter
„Für die Fütterung und Tränkwasserversorgung von Büffeln gelten grundsätzlich die Gesetzmäßigkeiten und Empfehlungen, die auch für die Hausrinderhaltung zutreffen. Grundsätzlich haben Büffel ein ähnliches Nahrungsspektrum wie Hausrinder. Neben Weidegras kann Gras- und Maisilage, Heu und Stroh als Raufutter angeboten.“ (B. Spindler: Planungsdaten für die Haltung von Wasserbüffeln, 2010, S. 3) „Darüber hinaus führt Maissilage schnell zu einer Verfettung der Tiere.“ (B. Spindler: Planungsdaten für die Haltung von Wasserbüffeln, 2010, S. 7) Bei der Mast ist für z. B. die Zusammensetzung der Fettsäuren und allgemeine Verteilung von Fett im Fleisch, die Fütterung und Haltung in der letzten Phase (finishing phase) entscheidend. Es gibt Studien, die sich mit dem Unterschied zwischen der Fütterung von Heu oder Maissilage sowie der Weiden- und Stallhaltung auseinandersetzen.

### Geschlecht
Das Geschlecht hat keine signifikante Auswirkung.

## Qualitätsmerkmale des Fleisches
Die Fleischqualität hat verschiedene Facetten. Neben dem Gewebe, dass den Muskel ausmacht, sind organische Charakteristika wie Farbe, Zartheit, Geruch und Geschmack wichtig. Technologische Werte wie pH-Wert und Wassergehalt können das Kochen beeinflussen. Genetische Faktoren wie die Rasse haben Auswirkungen auf die Fettverteilung. Umweltfaktoren wie der Ernährungszustand und die Schlachtung des Tieres sowie Verarbeitung und Aufbewahrung des Fleisches sind ebenfalls relevant.

## Qualitätssiegel
Im Moment versuchen italienische Züchter qualitativ hochwertiges Büffelfleisch zu produzieren, um eine geschützte geografische Angabe „Carne di bufalo mediterraneo“ („Mediterranes Büffelfleisch“) bei der EU registrieren zu können.

## Schlachtteile

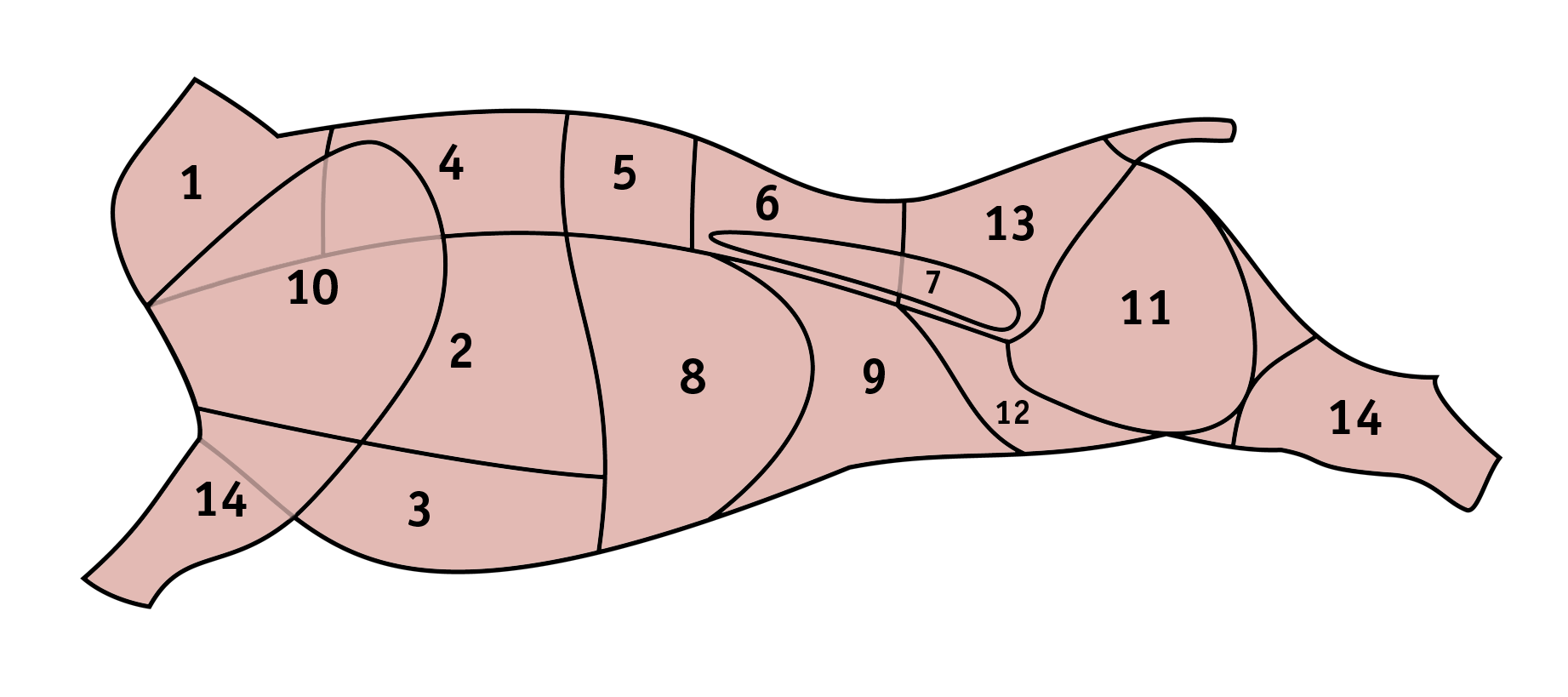
Vergleichbar mit den Teilstücken vom Rind

Vorderviertel
Chuck – Rinderhals mit der Fehlrippe und der Querrippe
Brisket – Rinderbrust
Schulter
Rippen
vorderer Bereich des Bauchs
Hinterviertel
Keule
Roastbeef – Rücken
Flanksteak – hinterer Bauchlappen
Vergleichbar mit den Teilstücken vom Rind.

## Nährwerte

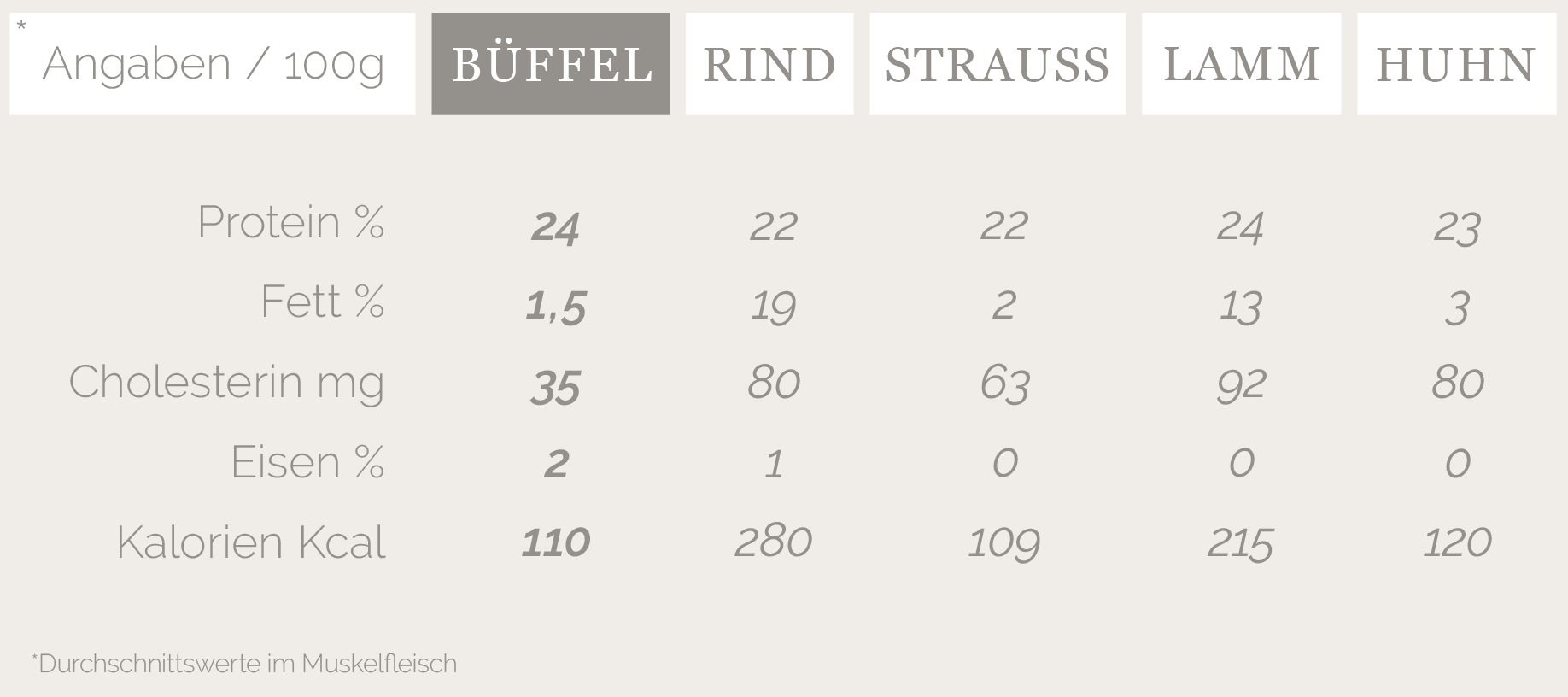
Die Tabelle vergleicht die Nährwerte von Büffelfleisch mit denen von Rind, Lamm, Huhn und Strauss

Angaben jeweils pro 100 g:
- Proteine: 24,0 g
- Fett: 1,5 g
- Cholesterin: 35 mg
- Eisen: 2 mg
- Energie: 460 kJ (110 kcal)

## Unterschied zwischen Büffel und Rind in Bezug auf Büffelfleisch und Rindfleisch
„Das Fleisch der Büffel ist prinzipiell mit dem des Hausrindes vergleichbar. Unterschiede […] bestehen in Farbe, Zartheit, Bindegewebsanteil und Menge verschiedener Inhaltsstoffe.“ (B. Spindler: Planungsdaten für die Haltung von Wasserbüffeln, 2010, S. 7) Im Generellen haben Rinder, im Gegensatz zu Büffeln, eine bessere Wachstumsrate. Dazu kommen noch Unterschiede zwischen den beiden Wasserbüffelarten, Fluss und Sumpf. Es wurden einige Studien vorgenommen, um die genauen Unterschiede zwischen Büffeln und Rindern im Hinblick auf die Fleischproduktion festzustellen. Es gab auch solche, die nur mit Büffeln verschiedener Rassen oder verschiedener Aufzuchtsmethoden unternommen wurden.
| Charakteristiken                                                                                   | Büffel | Rind   |
| Brennwert (kJ)                                                                                     | 460    | 1200   |
| Proteine (N × 6,25)                                                                                | 26,83  | 24,07  |
| Fett gesamt (g)                                                                                    | 1,80   | 20,69  |
| Fettsäuren:                                                                                        |        |        |
| gesättigte (g)                                                                                     | 0,60   | 8,13   |
| Einfach ungesättigte (g)                                                                           | 0,53   | 9,06   |
| Mehrfach ungesättigte (g)                                                                          | 0,36   | 0,77   |
| Cholesterin (mg)                                                                                   | 61,00  | 90,00  |
| Mineralien                                                                                         |        |        |
| Calcium, Eisen, Magnesium, Phosphor, Kalium, Natrium, Zink, Kupfer und Mangan (total mg)           | 641,80 | 583,70 |
| Vitamine:                                                                                          |        |        |
| Ascorbinsäure, Thiamin, Riboflavin, Niacin, Pantotinsäure, Vit.B6, Folacin und Vit. B12 (total mg) | 20,95  | 18,52  |

## Fleischkonsum
1990 war der durchschnittliche Fleischkonsum 12 kg pro Kopf und Jahr in Sub-Sahara, Afrika, 18 kg pro Kopf und Jahr in Asien und 45 kg pro Kopf und Jahr in Lateinamerika im Vergleich zu einem Verbrauch von 76 kg pro Kopf und Jahr in entwickelten Ländern.